# Bönnien
Bönnien ist ein Ortsteil der Stadt Bockenem in Niedersachsen. Das Dorf hatte am 1. Oktober 2011 456 Einwohner. Es liegt an der B 243 1,5 km entfernt westlich von Bockenem und vier Kilometer entfernt von der östlich verlaufenden A 7.

## Geschichte

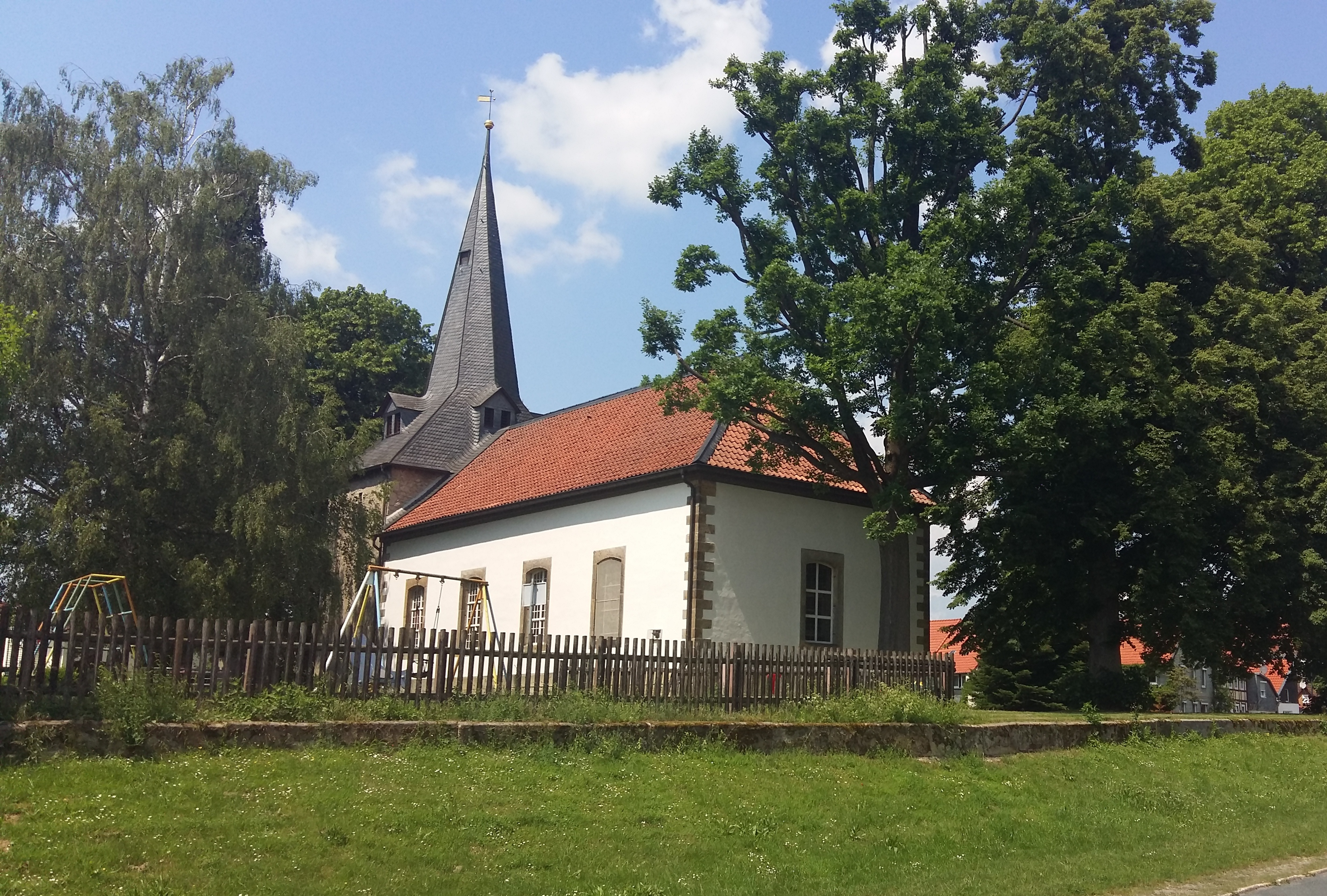
Kirche in Bönnien

Am 1. März 1974 wurde Bönnien in die Stadt Bockenem eingegliedert.

## Politik
Der Ortsrat, der den Ortsteil Bönnien vertritt, setzt sich aus fünf Mitgliedern zusammen. Die Ratsmitglieder werden durch eine Kommunalwahl für jeweils 
fünf Jahre gewählt.
Bei der Kommunalwahl 2021 ergab sich folgende Sitzverteilung:
| Ortsrat 2021Insgesamt 5 Sitze - SPD: 1 - CDU: 3 - Unab.: 1 |

## Persönlichkeiten
- Karl Bode (1912–1981), deutschamerikanischer Ökonom